# 道蓋

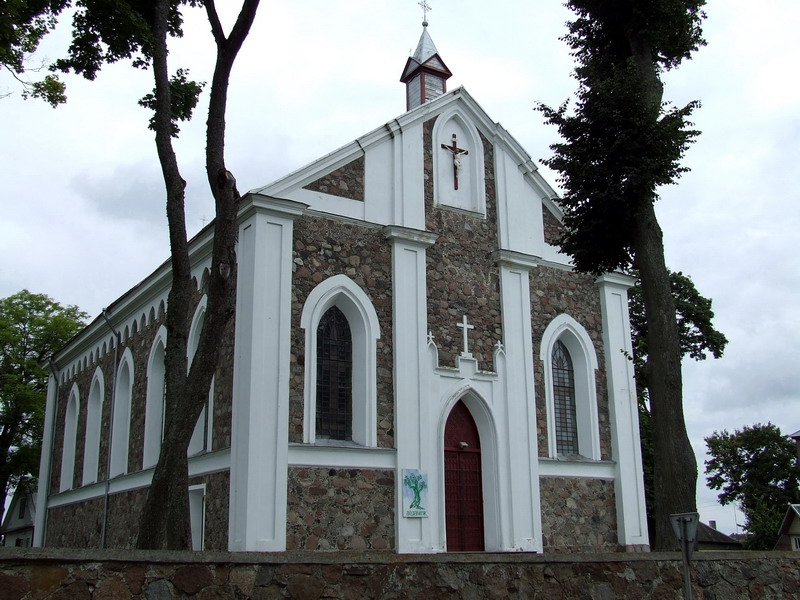
道蓋

道蓋是立陶宛的城市，位於該國南部，處於阿利圖斯以東20公里，距離首都維爾紐斯88公里，由阿利圖斯縣負責管轄，海拔高度137米，2010年人口1,396。

## 外部連結
- 官方网站 （立陶宛文）
- Website of the secondary school （页面存档备份，存于） （立陶宛文）
- Daugai at the International Jewish Cemetery Project.